# Бразаускас, Альгирдас Миколас
А́льгирдас Ми́колас Браза́ускас, в советский период Альгирдас-Миколас Казевич Бразаускас (лит. Algirdas Mykolas Brazauskas; 22 сентября 1932, г. Рокишкис — 26 июня 2010, г. Вильнюс) — советский и  литовский политический и государственный деятель, президент Литовской Республики (1993—1998), премьер-министр Литовской Республики (2001—2006). Доктор экономических наук (1974).

## Биография

### Ранние годы
Родился в семье служащих. Окончил среднюю школу в Кайшядорисе (1951) и в том же году поступил в Каунасский политехнический институт. Институт закончил по специальности «инженер-гидротехник» (1956). 
С 1956 по 1960 годы служил срочную службу в ВМФ СССР на борту фрегатов «Рига» и  «Росомаха».
После службы в ВМФ работал в различных строительных организациях.

### Советская карьера
- 1965—1967 гг. — министр промышленности строительных материалов Литовской ССР,
- 1967—1977 гг. — 1-й заместитель председателя Госплана Литовской ССР,
- 1977—1987 гг. — секретарь Центрального Комитета Коммунистической партии Литвы (КПЛ),
- 1988—1989 гг. — 1-й секретарь Центрального Комитета Коммунистической партии Литвы,
- 1988—1989 гг. — член Комиссии по законодательству ЦК КПСС.

В марте 1989 года избран народным депутатом СССР по Вильнюсскому — Ленинскому территориальному округу, был членом Верховного Совета СССР (Совет Союза).
Под руководством Бразаускаса Коммунистическая партия Литвы поддержала движение Литвы к независимости и трансформировалась в партию социал-демократического типа — Демократическую партию труда Литвы.
20 декабря 1989 года съезд КПЛ принял резолюцию о выходе из КПСС и он был избран первым секретарём самостоятельной Коммунистической партии Литвы.
В январе 1990 года избран председателем Президиума Верховного Совета Литовской ССР и, по должности, стал членом Президиума Верховного Совета СССР.
В декабре 1990 года на учредительном съезде Демократической партии труда Литвы (ДПТЛ, Lietuvos demokratinė darbo partija) избран её председателем.

### Литовская Республика
В феврале 1990 года был избран депутатом Верховного Совета Литовской ССР, 11 марта 1990 года провозгласившего восстановление независимости Литвы. В первом правительстве Казимеры Прунскене — заместитель премьер-министра (17 марта 1990 — 8 января 1991).
На парламентских выборах в октябре 1992 года был избран членом Сейма. Проведённый одновременно с выборами референдум принял новую Конституцию Литвы, предусматривающую пост президента. Парламент, в котором большинство голосов принадлежало ДПТЛ, 25 ноября 1992 года избрал Бразаускаса председателем Сейма и исполняющим обязанности президента Литвы.

### Президент
14 февраля 1993 года был избран президентом Литовской Республики на пятилетний срок. За него проголосовало 60% избирателей. После избрания, в соответствии с Конституцией Литвы, подал 19 февраля 1993 года в отставку с поста председателя ДПТЛ и приостановил своё членство в партии. 25 февраля 1993 года состоялась инаугурация.
6 октября 1997 года на своей последней пресс-конференции в качестве президента отказался баллотироваться на второй срок. С окончанием президентских полномочий 26 февраля 1998 года его сменил выигравший выборы в январе 1998 года  Валдас Адамкус.

### Возвращение в политику
В начале 2000 года заявил о своём возвращении в политику. Принял участие в создании коалиции левых и центристских партий. На парламентских выборах в октябре 2000 года социал-демократический блок Бразаускаса получил 51 место в Сейме. Правительственную коалицию составили Союз либералов Литвы (24 депутата) и «Новый союз (социал-либералы)» (25 депутатов).
На объединительном съезде 27—28 января 2001 года Демократическая партия труда Литвы и Социал-демократическая партия Литвы (СДПЛ) объединились. Председателем нового объединения — Социал-демократической партии Литвы (Lietuvos socialdemokratų partija) — избран Бразаускас.

### Премьер-министр
После распада правоцентристской коалиции и отставки 11-го правительства (октябрь 2000 — июнь 2001) 3 июля 2001 года Сейм утвердил Бразаускаса на должность премьер-министра.

#### Обвинения в коррупции
В октябре 2005 года находящаяся в оппозиции фракция консерваторов («Союз Отечества») начала сбор подписей за создание парламентской комиссии по расследованию некоторых фактов предпринимательской деятельности жены Бразаускаса — Кристины Бутримене-Бразаускене — в частности, приобретения ею 38% акций элитной вильнюсской гостиницы «Crowne Plaza» (бывшей гостиницы «Draugystė», принадлежавшей Совету министров Литовской ССР и ЦК КПЛ) у супруги руководителя компании «Лукойл-Балтия».
Политик отверг обвинения в коррупции, но признал, что его супруга владеет 51% акций гостиницы, а ещё 48% принадлежат её сыну.
Обвинения связаны с тем, что российская нефтяная компания Лукойл является одним из претендентов на пакет акций местного НПЗ Мажейкяй нафта, в настоящее время принадлежащий польской компании ORLEN.
22 ноября по настоянию президента страны Валдаса Адамкуса Альгирдас Бразаускас выступил по национальному телевидению, заявив, что не причастен к приватизации гостиницы, а все обвинения должны рассматривать правоохранительные органы, а не парламентская комиссия. По его словам, против него организовано «брутальное, ни с чем не считающееся наступление, чтобы я ушёл с поста». Адамкус выразил разочарование тем, что именно сказал премьер-министр в своём выступлении: «Ни общество, ни я не получили ответов, которых ожидали, чтобы развеять сомнения и вернуть жителям доверие к государственным институтам».

### Правительственный кризис
После распада правящей коалиции в Сейме Литовской Республики весной 2006 года и уходом из кабинета министров-членов Нового Союза (социал-либералов) назначения новых членов правительства сопровождалось скандалами, связанными со злоупотреблениями отдельных министров и с предполагаемыми финансовыми нарушениями Трудовой партии Литвы. После заявления президента Адамкуса о недоверии министру культуры Владимирасу Прудниковасу и министру здравоохранения Жильвинасу Падайге Бразаускас 31 мая официально объявил о своей отставке и вручил прошение о ней президенту.

## Личная жизнь
Первая жена Юлия Бразаускене (1933–2011), врач-пульмонолог. Поженились в 1957 году, брак продлился 40 лет. В браке две дочери-близнецы Аудроне и Лайма. Пять внуков.
С 2002 года был женат вторым браком. Жена — Кристина Бразаускиене, по первому мужу Бутримене.

## Смерть и похороны
Скончался 26 июня 2010 года в своём доме в Вильнюсе (в резиденции Турнишкес; лит. Turniškės) в результате продолжительной тяжёлой болезни (рак предстательной железы и лимфома). Ранее литовские СМИ неоднократно сообщали о том, что он болен раком и находится в тяжёлом состоянии.
В связи со смертью А. Бразаускаса в Литве был объявлен трёхдневный траур.
1 июля 2010 года состоялась заупокойная месса в католическом Кафедральном соборе Вильнюса, однако президент Литвы Даля Грибаускайте и члены семьи покойного на ней не присутствовали из-за распоряжения со стороны архиепископа Вильнюса кардинала Аудриса Юозаса Бачкиса, запретившего вносить в собор гроб с телом покойного.
В этот же день был похоронен на Антакальнисском кладбище в Вильнюсе.

### Память
- В 2000 г. именем А. Бразаускаса названа школа в городе Кайшядорис, где он учился.
- В 2010 г. в Рокишкисе на здании, в котором родился А. Бразаускас, открыта мемориальная доска.
- В 2011 г. в Вильнюсе на здании штаб-квартиры Социал-демократической партии Литвы открыта мемориальная доска.
- В ноябре 2014 г. именем  А. Бразаускаса была названа Каунасская гидроэлектростанция, участие в строительстве которой он принимал в 1958-1962 гг.[10]

## Награды и звания
- Орден Витаутаса Великого на цепи (3 февраля 2003)
- Большой крест ордена Витаутаса Великого (26 февраля 1998)
- Памятный знак за личный вклад в развитие трансатлантических отношений Литвы и по случаю приглашения Литовской Республики в НАТО (12 февраля 2003, Литва)[11]
- Медаль по случаю двадцатой годовщины восстановления независимости Литвы (2 марта 2010, Литва)[12]

Награждён высшими орденами 15 государств, другими отличиями и наградами. В том числе:
- Золотая цепь ордена Трёх звёзд (Латвия, 23 апреля 1996 года)[13]
- Цепь ордена Креста земли Марии (Эстония, 12 августа 1997 года)[14]
- Орден Белой звезды 1 класса (Эстония, 30 сентября 2004 года)[15]
- Орден Белого орла (Польша, 1996)[16]
- Орден князя Ярослава Мудрого I степени (Украина, 1998)
- Большой крест ордена Почётного легиона (Франция)
- Цепь ордена Белой розы (Финляндия)
- Орден Серафимов (Seraphimerorden, Швеция)
- Орден Слона (Elephantordenen, Дания)
- Большой Крест ордена Спасителя (Греция)
- Командорский крест ордена Почёта (Греция)
- Большой крест ордена «За заслуги» (Норвегия)
- Большой крест декорированный лентой ордена «За заслуги перед Итальянской Республикой» (Италия, 20 мая 1997 года)[17]
- Цепь ордена бюста Спасителя (Уругвай)
- Большой крест ордена Освободителя Сан-Мартина (Аргентина)
- Медаль Восточной Республики Уругвай (Уругвай, 5 марта 1996 года)[18]
- Орден Октябрьской Революции (СССР, 2 августа 1985)
- Орден Почёта (Россия, 16 июня 2010 года) — за большой вклад в укрепление сотрудничества и добрососедских связей между Россией и Литвой[19]
- Медаль Балтийской ассамблеи (2004)[20]

Доктор honoris causa
Почётный доктор:
- Вильнюсского технического университета Гедиминаса
- Киевского университета
- Европейского гуманитарного университета
- Каунасского технического университета

Другие почётные звания
Почётный гражданин Швенчёнского района (решение самоуправления Швенчёнского района от 27 июня 2002).

## Книги
- Lietuviškos skyrybos. Vilnius: Politika, 1992 («Развод по-литовски», издана также в русск. и немецком переводах)
- Развод по-литовски. Вильнюс: Политика, 1993
- Penkeri Prezidento metai, 2000 (переведена на русск., 2002)
- Бразаускас, Альгирдас. Пять лет президента : События, воспоминания, мысли / Альгирдас Бразаускас. - М. : Унипринт, 2002. - 619, [4] с. : ил., портр.; 25 см.; ISBN 5-88834-036-0
- Apsisprendimas
- Lietuvos galia: atlikti darbai ir mintys apie ateitį. Kaunas: Šviesa, [2004] (Spindulys). 142, [2] p.: iliustr. Tir. 30 000 egz. ISBN 5-430-03996-9.